# Lupina
Lupina je ovoj oziroma zaščita za določeno rastlino, ki v plodu shranjuje svoja založna tkiva. Zaradi lupin ostali organizmi ne morejo priti do sočnih plodov. Lupine se lahko branijo na različne načine: z bodicami, s pretrdo lupino ali s kamuflažo.